# Benjamin Steffen
 (octobre 2012).
Si vous disposez d'ouvrages ou d'articles de référence ou si vous connaissez des sites web de qualité traitant du thème abordé ici, merci de compléter l'article en donnant les références utiles à sa vérifiabilité et en les liant à la section « Notes et références ».
Benjamin Steffen est un escrimeur suisse né le 8 mars 1982 à Bâle. Il est l'un des escrimeurs les plus titrés aux championnats suisses[réf. nécessaire] avec six médailles d'or en individuel et sept en par équipes[réf. nécessaire]. Il est également une fois champion du monde (2018) et quatre fois champion d'Europe par équipes[réf. nécessaire], soit 2004, 2012, 2013 et 2014.

## Club
- Société d'escrime de Bâle

## Palmarès
- Championnats suisses
  - 6 fois champion suisse individuel (2001, 2004, 2006, 2008, 2009, 2015)
  - 7 fois champion suisse par équipes (2001, 2003, 2005, 2010, 2011, 2013, 2015)

- Championnats du monde
  -  2011 Catane : 3e par équipes
  -  2014 Kazan : 3e par équipes
  -  2015 Moscou : 3e par équipes
  -  2017 Leipzig : 2e par équipes
  -  2018 Wuxi : 1er par équipes

- Championnats d'Europe
  -  2004 : Champion d'Europe par équipes
  -  2009 : Vice-champion d'Europe par équipes
  -  2012 : Champion d'Europe par équipes
  -  2013 : Champion d'Europe par équipes
  -  2014 : Champion d'Europe par équipes
  -  2015 : Médaillé de bronze par équipes

- Grand Prix
  -  2006 Stockholm : finaliste au Grand prix Challenge Bernadotte.
  -  2007 Stockholm : 3e au Grand prix Challenge Bernadotte.

- Coupe du monde
  -  2007 Caguas : finaliste à la Copa mundial de Puerto Rico
  -  2005 Legnano : 3e au trophée Carrocio
  -  2009 Lisbonne : 3e à la coupe du monde de Lisbonne
  -  2006 Lisbonne : 3e à la coupe du monde de Lisbonne

- Universiades
  -  2001 Pékin : 3e par équipes
  -  2003 Daegu : 2e individuel
  -  2009 Belgrade : 1er individuel
  -  2009 Belgrade : 1er par équipes